# Казабланка (филм)
Казабланка (енгл. Casablanca) је америчка романтична драма из 1942. године, у режији Мајкла Кертиза са Хамфријем Богартом и Ингрид Бергман у главним улогама. Радња се врти око Рика (Хамфри Богарт), власника ресторана, који не зна да ли би се осветио или помогао бившој љубавници Илси (Ингрид Бергман) која се једног дана појавила у његовом локалу са новим љубавником и која очајнички тражи његову помоћ. Време радње је Други светски рат, место радње је град Казабланка у Мароку, тада под контролом Вишијевске Француске. Филм се данас сматра класиком кинематографије, а налази и на листи 250 најбољих филмова свих времена на страници IMDb.
Уредница прича студија Warner Bros. Ајрин Дајмонд убедила је продуцента Хала Б. Волиса да купи филмска права за представу Сви свраћају код Рика у јануару 1942. године. Браћа Џулијус и Филип Г. Епстин су првобитно добили задатак да напишу сценарио. Међутим, упркос отпору студија, отишли су да раде на серији филмова Зашто се боримо Френка Капре почетком исте године. Хауард Кох је био задужен за сценарио све док се Епстинови нису вратили месец дана касније. Главно снимање је почело 25. маја 1942, а завршило се 3. августа; филм је у потпуности снимљен у студију Warner Bros. у Бербанку, Калифорнија, са изузетком једне секвенце на аеродрому Ван Најс у Лос Анђелесу.
Иако се радило о А-филму, са афирмираним глумцима и прворазредним сценаристима, нико од оних ко је био укључен у продукцију није очекивао да Казабланка постане нешто више од просека, јер се радило о једном од десетака сценарија који су се продуцирали у Холивуду сваке године. Филм је након првог приказивања имао осредњи успех, понајвише зато што је био журно издат како би се искористила праћеност савезничке инвазије у Северној Африци неколико недеља раније. Ипак, упркос мењању сценариста који су махнито адаптирали нереализовани позоришни комад и једва држали корак с продукцијом, и Богартову првом искуству у романтичној главној улози, Казабланка је освојила три Оскара, укључујући најбољи филм. Ликови, дијалози и музика из филма постали су легендарни, а Казабланка је с временом постајала све популарнија тако да се константно налази при врху избора најбољих филмова свих времена.

## Радња
У децембру 1941. амерички исељеник Рик Блејн поседује ноћни клуб и коцкарницу у Казабланки. „Риков амерички кафе” привлачи разнолику клијентелу, укључујући вишијевске француске и немачке званичнике, избеглице које очајнички желе да стигну до неутралних Сједињених Држава, и оне који их траже. Иако Рик тврди да је неутралан у свим стварима, продавао је оружје у Етиопију током Другог италијанско-етиопског рата и борио се на страни републиканаца у Шпанском грађанском рату.
Ситни преварант Угарте се Рику хвали „транзитним писмима” добијеним убиством два немачка курира. Документи омогућавају носиоцима да слободно путују по Европи коју су окупирали Немци и до неутралне Португалије; они су непроцењиви за избеглице заглављене у Казабланки. Угарте планира да их прода у клубу и убеђује Рика да их чува. Пре него што је успео да се нађе са својим контактом, Угартеа хапси локална полиција под капетаном Лујем Реноом, нескривено корумпираним полицијским префектом. Угарте умире у притвору не откривши да Рик има писма.
Тада разлог за Рикову циничну природу — бивша љубавница Илса Лунд — долази у његов локал. Уочивши Риковог пријатеља и пијанисту, Сема, Илса га замоли да свира „As Time Goes By”. Рик тада долази, бесан што Сем није послушао његову наредбу да никада више не изведе ту песму и запањен је када види Илсу. Са њом је њен супруг Виктор Ласло, познати одбегли вођа чехословачког отпора. Писма су им потребна да побегну у Америку да наставе Ласлову борбу; мајор Штрасер је дошао у Казабланку да га спречи.
Када се Ласло распитује, сињор Ферари, личност из подземља и Риков пријатељски пословни ривал, одаје сумњу да Рик има транзитна писма. Ласло се те ноћи враћа у Риков кафе и даје му понуду за писма. Рик одбија да их прода, говорећи Ласлу да пита своју супругу за разлог. Они су прекинути када Штрасер предводи групу официра у певању „Страже на Рајни”. Ласло наређује бенду да свира „Марсељезу”. Када вођа бенда погледа Рика, он климне главом. Ласло почиње да пева, у почетку сам, онда патриотски жар обузима масу и сви се придружују, надглашавајући Немце. Штрасер, плашећи се духа који Ласло може да инспирише, захтева од Реноа да затвори клуб.
Илса се суочава са Риком у празном кафеу; када одбије да јој да писма, она му прети пиштољем, али онда признаје да га и даље воли, на шта јој он узвраћа. Она објашњава да је, када су се упознали и заљубили у Паризу 1940. године, веровала да је њен муж убијен у покушају да побегне из концентрационог логора. Док се спремала да побегне са Риком из града током битке за Француску, сазнала је да је Ласло жив и да се крије. Оставила је Рика без објашњења како би неговала свог болесног мужа. Рик, чувши ово објашњење, губи своју горчину према Илси. Он пристаје да помогне, дозвољавајући јој да верује да ће остати са њим када Ласло оде. Када се Ласло неочекивано појави, након што је за длаку избегао полицијску рацију на састанку покрета отпора, Рик наређује конобару Карлу да одведе Илсу. Ласло, свестан Рикове љубави према Илси, покушава да га убеди да употреби писма да је одведе на сигурно.
Када полиција ухапси Ласла на основу измишљене оптужбе, Рик убеђује Реноа да га пусти обећавајући да ће га оптужити за много тежи злочин: поседовање писама. Да би ублажио Реноове сумње, Рик објашњава да ће он и Илса отићи у Америку. Када Рено покуша да ухапси Ласла по договору, Рик га приморава под претњом пиштоља да им помогне у бекству. У последњем тренутку Рик тера Илсу да се са Ласлом укрца на авион за Лисабон, рекавши јој да би зажалила ако би остала: „Можда не данас, можда не сутра, али једног дана би и жалила би до краја живота”. Штрасер, са дојавом од Реноа, долази сам. Рик га упуца када покуша да интервенише. Када полицајци стигну, Рено застаје, а затим им наређује да „покупе дежурне кривце”. Предлаже Рику да се придруже Слободној Француској у Бразавилу. Док одлазе у маглу, Рик каже: „Луј, мислим да је ово почетак једног дивног пријатељства.”

## Улоге
| Глумац          | Улога                 |
| --------------- | --------------------- |
| Хамфри Богарт   | Рик Блејн             |
| Ингрид Бергман  | Илса Лунд             |
| Пол Хенрид      | Виктор Ласло          |
| Клод Рејнс      | Капетан Луј Рено      |
| Конрад Вајт     | Мајор Хајнрих Штрасер |
| Сидни Гринстрит | Сињор Ферери          |
| Питер Лори      | Угарте                |
| Леонид Кињски   | Саша                  |

## Продукција
Филм је био темељен на тада још непродукованој позоришној драми Everybody Comes to Rick's Марија Бернета и Џоун Алисон. Аналитичар Варнер Броса, задужен за приче који је прочитао драму, Стивен Карнот, назвао ју је (одобравајући) „софистицираним кичем”, а уредница приче Ајрин Дајмонд наговорила је продуцента Хала Волиса да је откупи за 20 хиљада долара, што је био највећи износ који је неко у Холивуду платио за непродуковани комад. Пројекат је преименован у Казабланка, наводно ради сличности хиту Алжир из 1938. Снимање је почело 25. маја 1942, а довршено је 3. августа.
Филм је укупно стајао 1.039.000 долара (75 хиљада више него што је прорачуном било предвиђено), не изразито, али изнад тадашњег просека.
Цели филм снимљен је у студију, осим секвенце која приказује долазак мајора Штрасера, која је снимљена у Ваздушној луци Ван Најс. Улица кориштена за екстеријерне кадрове била је тек саграђена за други филм, Пустињска песма, а преуређена је за кадрове Париза. Остала је у поседу Варнера све до шездесетих. Сет за Риков локал састојао се од три неповезана дела, па је унутрашњи изглед неодређен. У бројним сценама камера гледа кроз зид из локала у Риков уред. Позадина за последњу сцену, која приказује авион Локид Л-12 електра џуниор с особљем које шета око њега, постављена је уз употребу патуљастих статиста и пропорционалног модела картонског авиона. Магла је кориштена како би се прикрио неуверљиви изглед модела. Филмски критичар Роџер Иберт назвао је Волиса „кључном креативном снагом” због његове посвећености детаљима продукције (која је ишла дотле да је захтевао кориштење праве папиге у Блу Парот бару).
Бергманина висина проузроковала је извесне проблеме. Била је пет центиметара виша од Богарта, те је касније тврдила како је Куртиз натерао Богарта да стоји на блоковима или седи на јастуцима у сценама које су снимали заједно. Волис је написао последњу реченицу („Луис, мислим да је ово почетак једног дивног пријатељства.”) након што је снимање довршено. Богарт је месец дана касније позван како би на сцену надодао и глас. Касније је било планова и за друге сцене, које би приказивале Рика, Реноа и вод војника Слободне Француске на броду како би се употпунила савезничка инвазија Северне Африке 1942; али, како је било тешко довести Клода Рејнса за снимање, од сцене се одустало кад је Дејвид О. Селзник просудио „како би била грозна погрешка променити завршетак.”

### Сценарио
Оригинална драма настала је на темељу путовању Марија Бернета у Европу 1938, кад је посетио Беч недуго након Аншлуса, где је из прве руке сведочио нацистичкој дискриминацији. У јужној Француској је налетео на ноћни клуб, који је имао муштерије из разних земаља који су говорили разним језицима, те прототип Сама, тамнопутог пијанисте. У драми, лик Илсе била је Американка Лоиз Мередит те се није видела с Ласлом након што се њена веза с Риком завршила у Паризу; Рик је био адвокат.
Први сценаристи на филму била су браћа близанци Епстин, Џулиус и Филип, који су уклонили позадинску причу о Рику и додали неке хуморне елементе. Трећи потписани сценариста, Хауард Кох, дошао је касније, али је радио паралелно с њима, упркос различитим схватањима; Кох је наглашавао политичке и мелодраматске елементе. Непотписани Кејси Робинсон допринео је низом састанака између Рика и Илсе у локалу. Стиче се утисак да је Кертис преферирао романтичне делове, инсистирајући на задржавању присећања на Париз. Упркос великог броја сценариста, филм је имао оно што Иберт назива „прекрасно сједињеним и конзистентним” сценаријем. Кох је касније тврдио како је било тензија између његовог властитог приступа и Кертисовог, што се односило на следеће: „Изненађујуће, ови су се несугласни приступи некако слагали, а можда су деломично те трзавице између Кертиса и мене дале филму одређену равнотежу.” Јулиус Епштајн касније је нагласио да је сценарио садржавао „више кукуруза него у државама Кансас и Ајова заједно. Али кад је кукуруз добар, нема ништа боље.”
Филм је наишао на неке потешкоће с Џозефом Брином из Администрације продукцијског кода (холивудског самоцензорског тела), који се противио сугестијама да је капетан Рено изнуђивао сексуалне услуге од својих молилаца, те да су Рик и Илса спавали заједно у Паризу. Међутим, у завршној верзији је обоје снажно сугерисано.

## Награде и номинације
Казабланка је на 16. додели Оскара номинована за осам категорија, од којих је победила у три.
| Категорија                                 | Номинован                                       | Резултат  |
| ------------------------------------------ | ----------------------------------------------- | --------- |
| Оскар за најбољи филм                      | Ворнер Брос (Хал Б. Волис, продуцент)           | Освојен   |
| Оскар за најбољег режисера                 | Mајкл Кертиз                                    | Освојен   |
| Oскар за најбољег глумца у главној улози   | Хамфри Богарт                                   | Номинован |
| Oскар за најбољег глумца у споредној улози | Kлод Рејнс                                      | Номинован |
| Оскар за најбољи адаптирани сценарио       | Џулијус Џ. Епстин, Филип Џ. Епстин и Хауард Коч | Освојен   |
| Оскар за најбољу фотографију               | Артур Едесон                                    | Номинован |
| Оскар за најбољу монтажу                   | Oвен Маркс                                      | Номинован |
| Оскар за најбољу оригиналну музику         | Макс Штајнер                                    | Номинован |

### Признањаамеричког филмског института
- 1998 - 100 година АФИ-ја… 100 филмова - #2
- 2001 - 100 година АФИ-ја… 100 трилера - #37
- 2002 - 100 година АФИ-ја… 100 љубавних прича - #1
- 2003 - 100 година АФИ-ја… 100 хероја и негативаца: Рик Блејн, херој #4
- 2004 - 100 година АФИ-ја… 100 песама: "As Time Goes By" #2
- 2005 - 100 година АФИ-ја… 100 реплика из филма - #5, 20, 28, 32, 43, 67
- 2006 - 100 година АФИ-ја… 100 инспирација - #32
- 2007 - 100 година АФИ-ја… 100 филмова (едиција поводом 10 година) - #3

## Занимљивости
Хемфрију Богарту приписује се чувена реплика из филма Казабланка: „Свирај то поново, Сем” (Play it again, Sam). Реплика је током година постала један од омиљених цитата који се користе у филмовима, песмама и рекламама. Међутим, Рик Блејн (кога глуми Богарт) у филму свом пријатељу, пијанисти Сему, каже само „Play it”... Могући извор ове заблуде је дијалог између Сема и Илзе Лунд (Ингрид Бергман), у коме она каже: „Play it Sam, play 'As Times Goes By'”...